# هنک پوپه
هنک پوپه (هلندی: Henk Poppe؛ زادهٔ ۱۲ ژوئیهٔ ۱۹۵۲) دوچرخه‌سوار اهل هلند است.